# Evarist Pinto
Evarist Pinto (* 31. Dezember 1933 in Goa, Indien) ist emeritierter Erzbischof von Karatschi.

## Leben
Evarist Pinto erhielt seine philosophische und theologische Ausbildung im Priesterseminar in Karatschi. Er empfing am 6. Januar 1968 das Sakrament der Priesterweihe und wurde anschließend an der Päpstlichen Universität Urbaniana in Bibelwissenschaften promoviert. Am römischen Bibelinstitut erreichte er einen Masterabschluss in Sacred Scripture.
Papst Johannes Paul II. ernannte ihn 2000 zum Titularbischof von Castra Severiana und bestellte ihn zum Weihbischof in Karatschi. Die Bischofsweihe spendete ihm am 25. April 2000 der Erzbischof von Karatschi, Simeon Anthony Pereira; Mitkonsekratoren waren Max John Rodrigues, Bischof von Hyderabad in Pakistan, und Andrew Francis, Bischof von Multan.
Nach dem Tod von Simeon Anthony Pereira 2002 wurde er zum Administrator bestellt; 2004 wurde er von Johannes Paul II. zum Erzbischof von Karatschi ernannt. Am 25. Januar 2012 nahm Papst Benedikt XVI. das von Evarist Pinto aus Altersgründen vorgebrachte Rücktrittsgesuch an.
Er engagierte sich für das Weltsozialforum 2006 in Karatschi.